# Skiba (Karkonosze)
Skiba (niem. Scheibenberg, 749 m n.p.m.) – szczyt w Karkonoszach, w obrębie Pogórza Karkonoskiego.
Położony jest we wschodniej części Pogórza Karkonoskiego, na północny wschód od Borowic i na południowy zachód od Sosnówki.
Zbudowany jest z granitu karkonoskiego. Na południowych zboczach znajdują się liczne skałki.
Porośnięty lasem regla dolnego.